# El Amaiem
El Amaiem (àrab: العمايم, al-ʿAmāym) és un poble situat a la delegació de Fahs, a la governació de Zaghouan, a Tunísia. Té escola de primària.

## Economia
És una fèrtil zona agrícola.

## Administració
Constitueix la municipalitat o baladiyya homónima, amb codi geogràfic 16 18 (ISO 3166-2:TN-12), creada el 2017.
També forma part de la delegació o mutamadiyya d'El Fahs, amb codi geogràfic 16 54 (ISO 3166-2:TN-12), de la qual constitueix dos sectors o imades:
- El Amiem Nord (16 54 60)
- El Amiem Sud (16 54 61)